# بوينتيثيسوريس
بلدية بوينتيثيسوريس (بالإسبانية: Puentecesures) هي بلدية تقع في مقاطعة بونتيفيدرا التابعة لمنطقة غاليسيا شمال غرب إسبانيا.

## الديموغرافيا
يبلغ عدد سكان بلدية بوينتيثيسوريس 3.136 نسمة عام 2011 (وفقاً للمعهد الوطني للإحصاء الإسباني).
| 2.881 | 2.981 | 3.026 | 3.101 | 3.139 | 3.145 | 3.136 |